# Wassenhovemolen
De Wassenhovemolen of moleke te Wassenhove is een voormalige watermolen op de Molenbeek vlak bij de Hof te Wassenhove en Grotenberge, deelgemeente van de Belgische stad Zottegem. 

## Geschiedenis
De molen werd gebouwd in 1849. In 1938 werd de molen buiten werking gesteld. De adellijke familie De Ghellinck Vaernewyck (uit het kasteel van Wannegem-Lede) bleef in het bezit van het Hof te Wassenhove en de molen tot 1980. Sinds 1979 is de molen samen met het Hof te Wassenhove als dorpsgezicht beschermd. De molen draaide dankzij de watertoevoer van de nabijgelegen Nelekens vijver. 
Van de molen blijft vandaag de dag enkel nog het molenhuis over, dat in 2012 werd gerenoveerd. Van het binnenwerk resten nog één steenkoppel en de aandrijfas. 

## Afbeeldingen

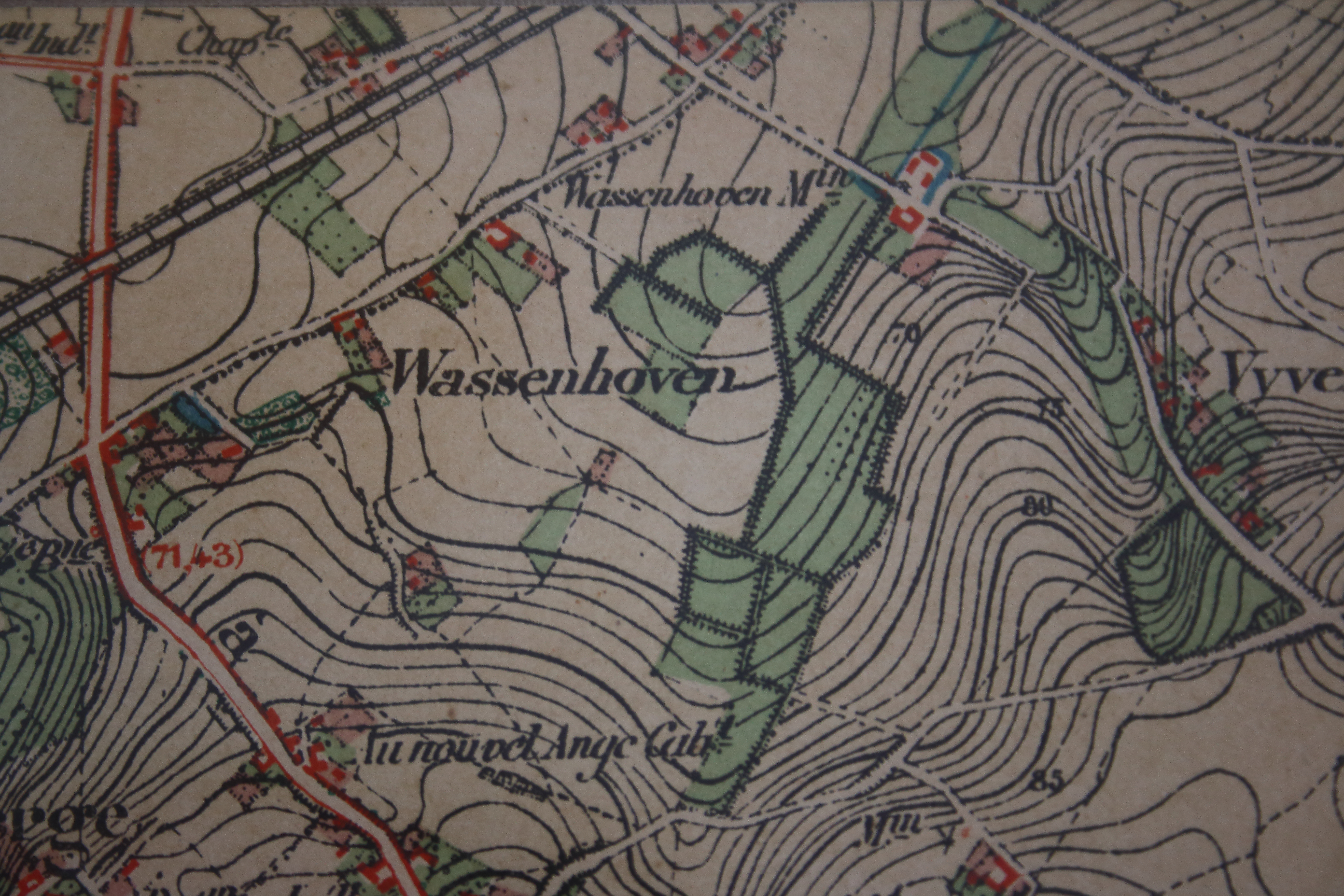
Wassenhovemolen in 1872
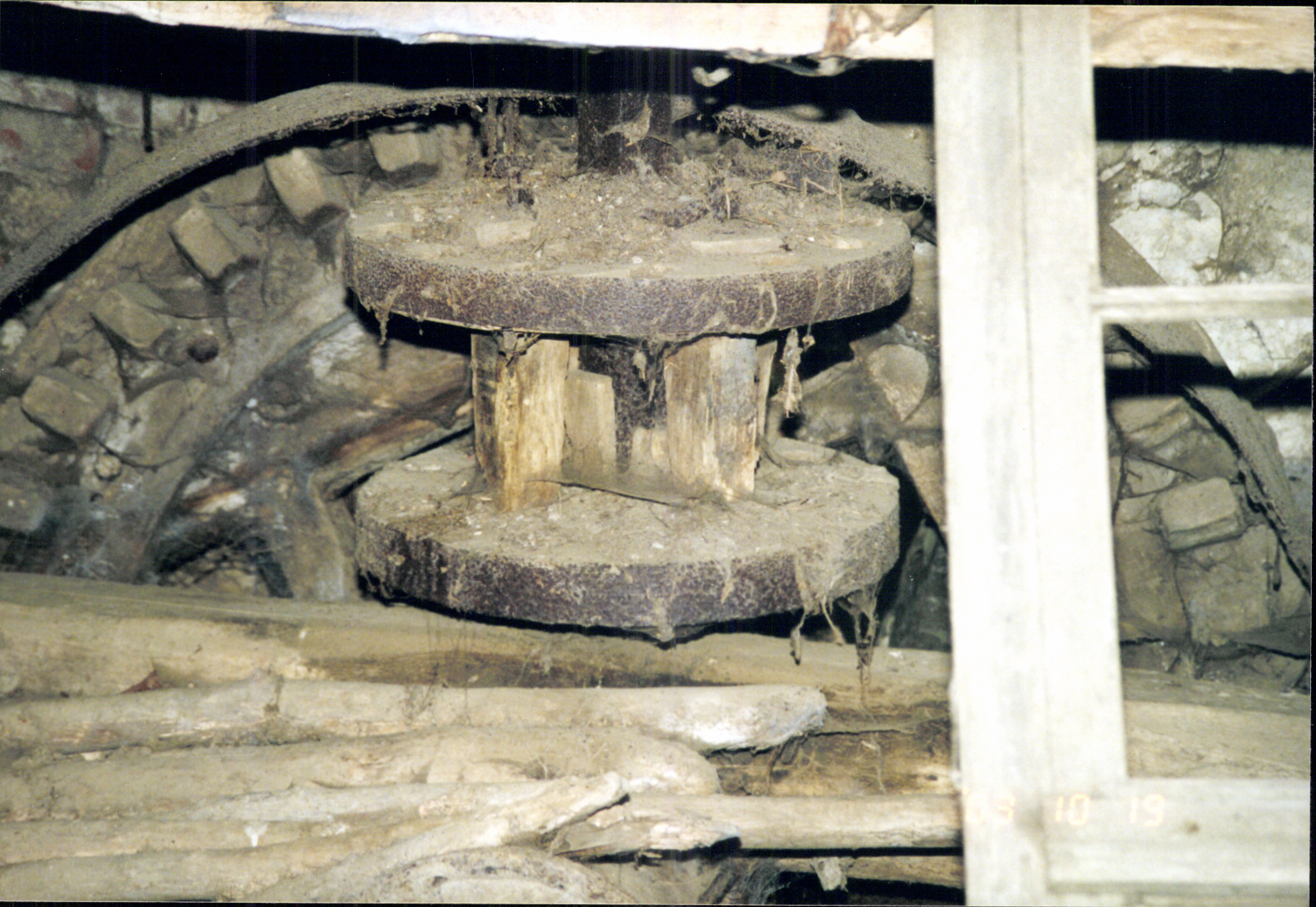
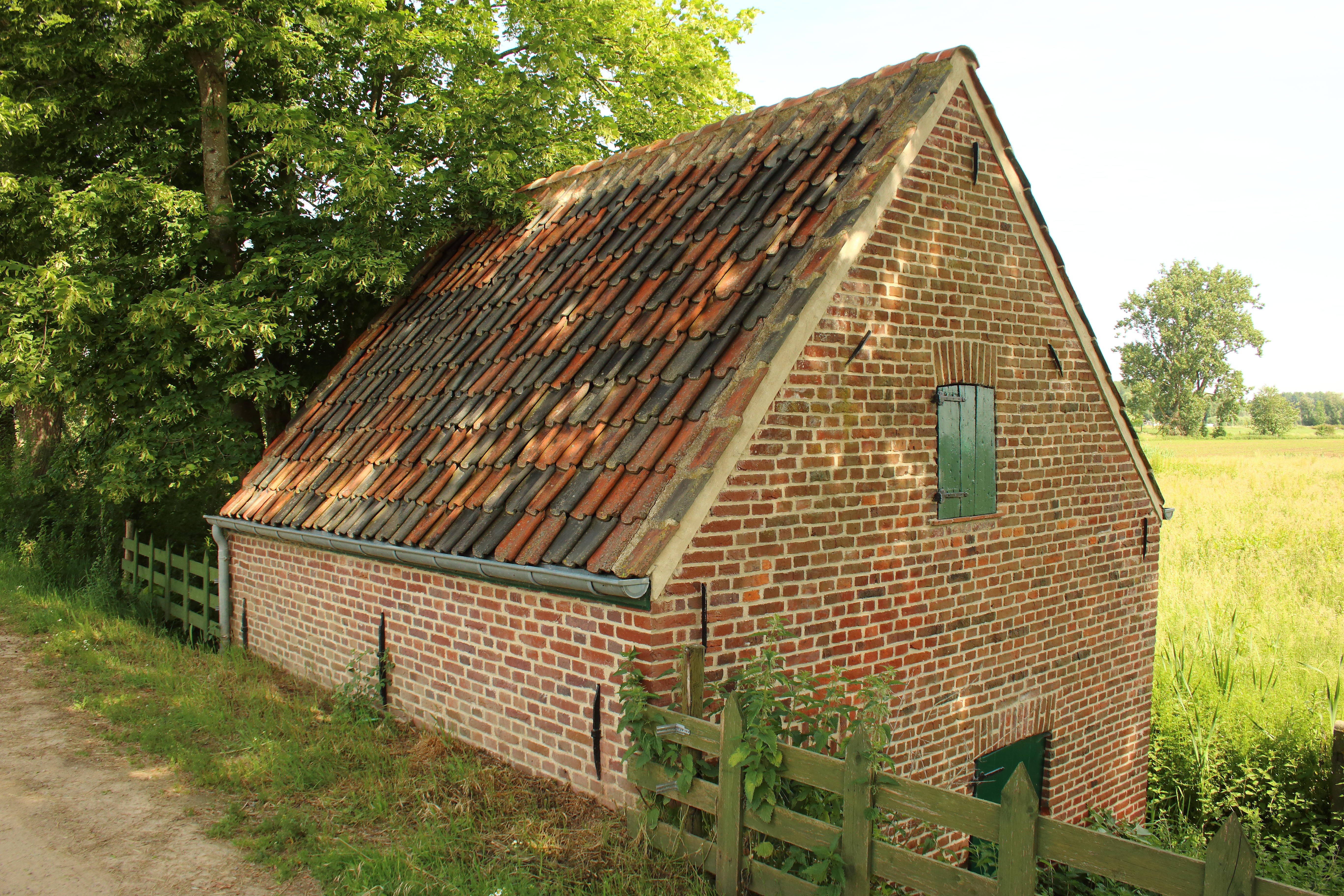
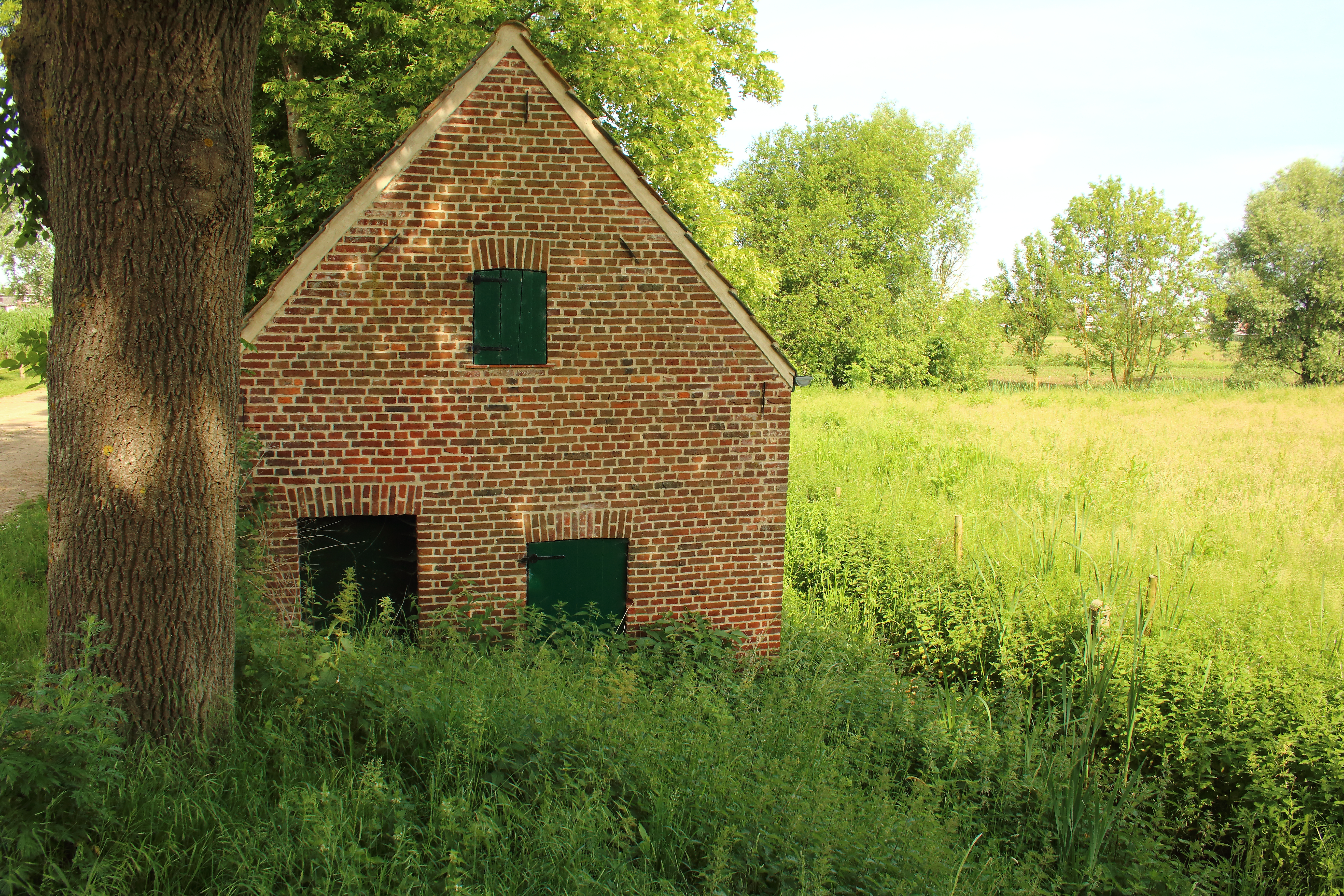
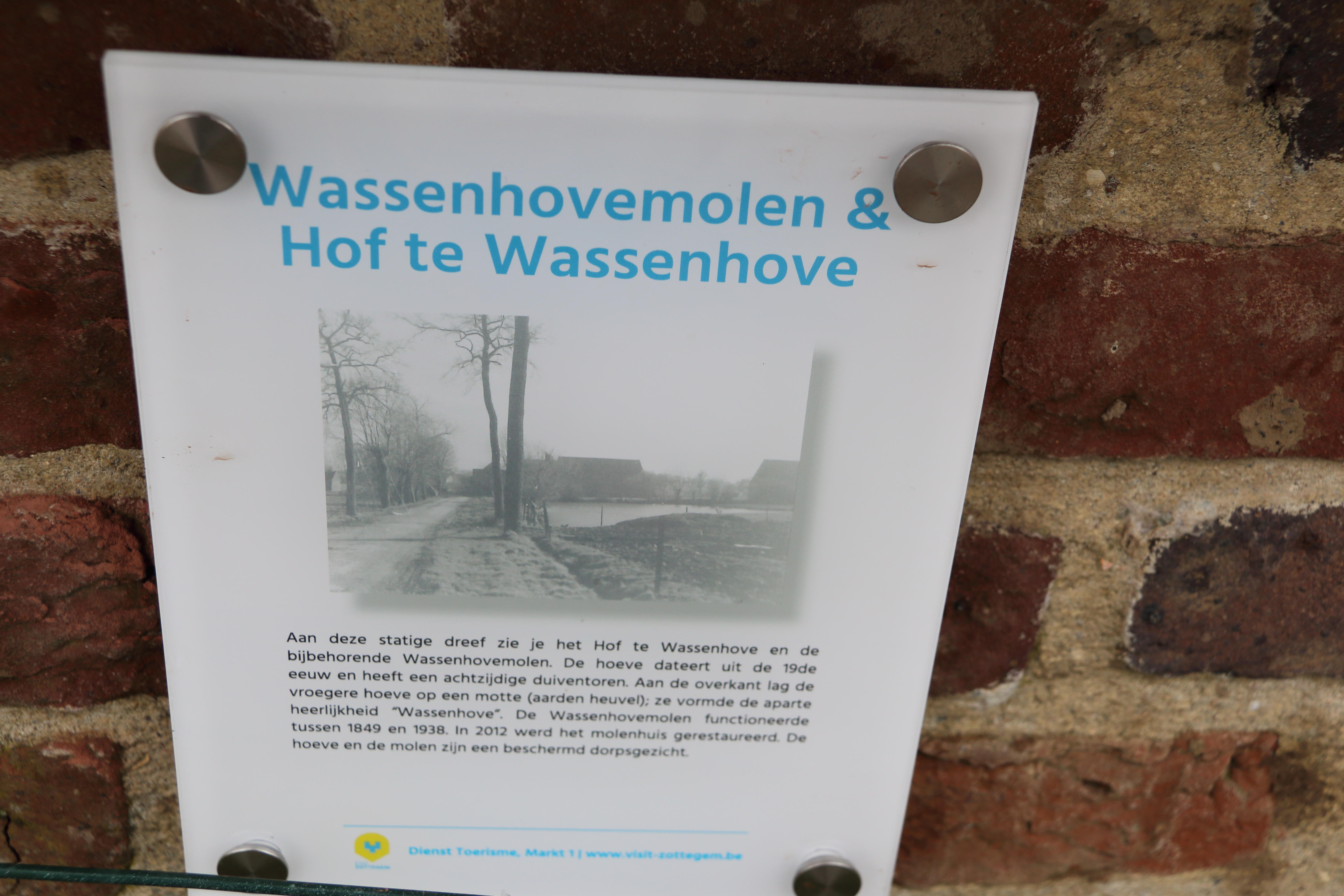
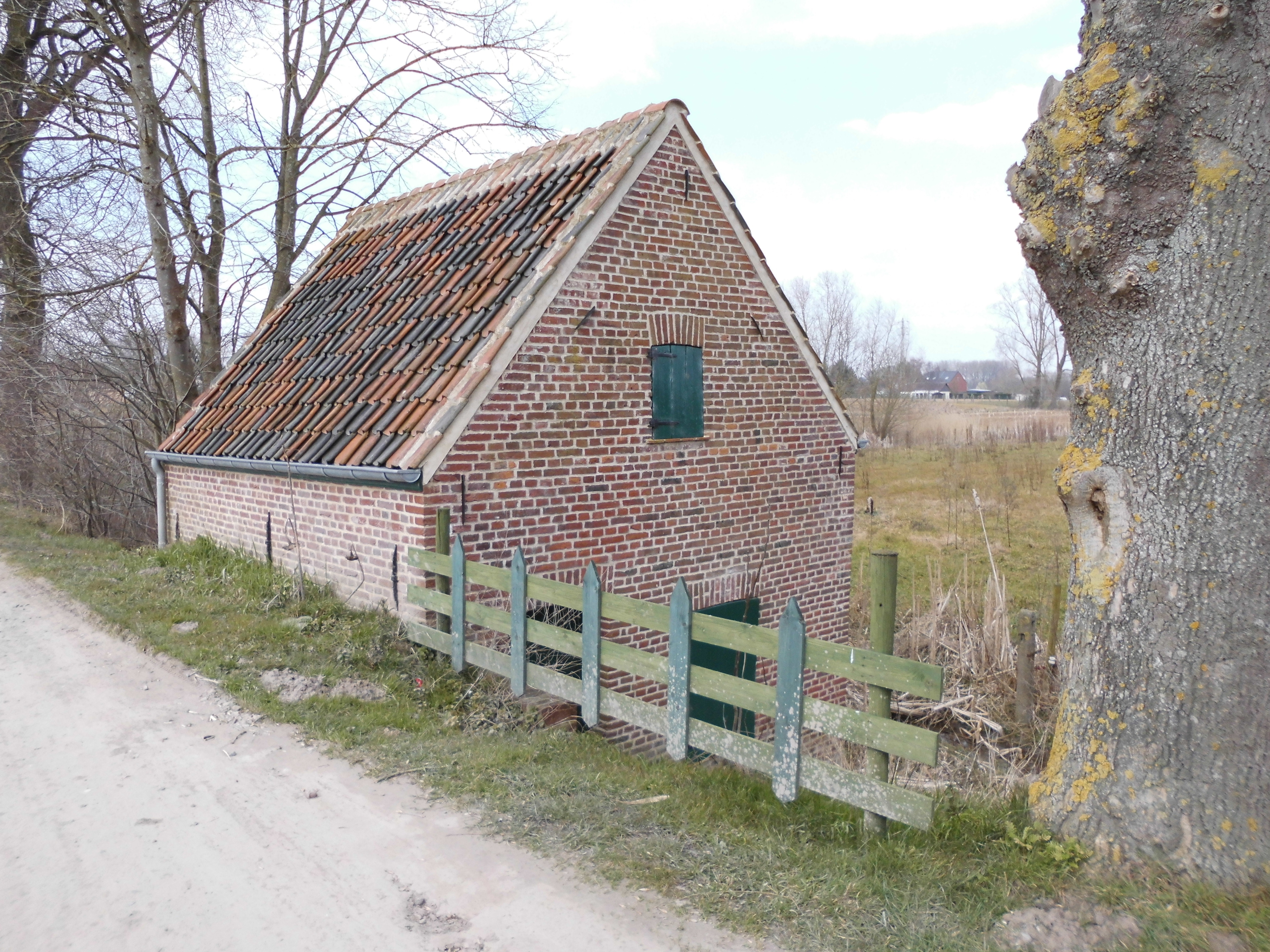